# Gonium
Gonium é um género de algas coloniais, membro da ordem Volvocales. Tipicamente, as colónias possuem 4 a 16 células, todas do mesmo tamanho e organizadas numa placa plana. Numa colónia de 16 células, quatro das células estão no centro e outras doze estão nos quatro cantos, três por canto.

## Espécies
- Gonium dispersum
- Gonium formosum
- Gonium indicum
- Gonium lacustris
- Gonium multicoccum
- Gonium octonarium
- Gonium pectorale
- Gonium quadratum
- Gonium sacculiferum
- Gonium viridistellatum